# Elecciones municipales de Huamanga de 1983
Las elecciones municipales de Huamanga de 1983 se llevaron a cabo el 13 de noviembre de 1983 para elegir al alcalde y al Concejo Provincial de Huamanga para el periodo 1984-1986. La elección se celebró simultáneamente con elecciones municipales (provinciales y distritales) en todo el país.
Los comicios también estuvieron marcados por el recrudecimiento de la violencia terrorista de Sendero Luminoso. El propio alcalde titular y candidato a la reelección, el accionpopulista Víctor Jáuregui Mejía, sufrió un atentado donde fue acribillado por senderistas el 11 de diciembre de 1982. Al mismo tiempo, la izquierda democrática (reunida en torno a la coalición Izquierda Unida) sufrió en múltiples ocasiones los intentos de asociarla con los terroristas. La campaña, además, estuvo marcada por la militarización del departamento de Ayacucho, con el nombramiento del general Clemente Noel como jefe político militar. No obstante, a pesar del paro regional convocado por los senderistas, la población acudió a las urnas.
Izquierda Unida no presentó candidaturas y en cambio apoyó a Leonor Zamora Concha, del Partido de Integración Nacional, quien ganó las elecciones y se convirtió en la primera (y, hasta ahora, única) mujer alcaldesa de Huamanga. Zamora Concha era conocida por una activista y opositora a la militarización del departamento, así como una de las principales voces que denunciaron la violación de los derechos humanos en Ayacucho por parte de las fuerzas armadas; ocho años después de su victoria electoral, fue asesinada por agentes del ejército peruano.

## Sistema electoral
La Municipalidad Provincial de Huamanga es el órgano administrativo y de gobierno de la provincia de Huamanga. Está compuesta por el alcalde y el Concejo Provincial.
La votación del alcalde y el concejo se realiza en base al sufragio universal, que comprende a todos los ciudadanos nacionales mayores de dieciocho años, empadronados y residentes en la provincia de Huamanga y en pleno goce de sus derechos políticos, así como a los ciudadanos no nacionales residentes y empadronados en la provincia de Huamanga.
El Concejo Provincial de Huamanga está compuesto por 19 regidores elegidos por sufragio directo para un período de tres (3) años, en forma conjunta con la elección del alcalde (quien lo preside). La votación es por lista cerrada y bloqueada. Se asigna a la lista ganadora los escaños según el método d'Hondt o la mitad más uno, lo que más le favorezca.

## Composición del Concejo Provincial de Huamanga
La siguiente tabla muestra la composición del Concejo Provincial de Huamanga antes de las elecciones.
| Partidos | Partidos                  | Regidores |
| -------- | ------------------------- | --------- |
|          | Acción Popular            | 8         |
|          | Izquierda Unida           | 7         |
|          | Partido Aprista Peruano   | 2         |
|          | Lista Independiente N° 3  | 1         |
|          | Partido Popular Cristiano | 1         |

## Partidos y candidatos
A continuación se muestra una lista de los principales partidos y alianzas electorales que participaron en las elecciones:
| Candidatura | Candidatura | Partidos y alianzas                             | Candidatos | Candidatos                 | Ideología                                | Resultado previo | Resultado previo | Ref. |
| Candidatura | Candidatura | Partidos y alianzas                             | Candidatos | Candidatos                 | Ideología                                | Votos (%)        | Reg.             | Ref. |
| ----------- | ----------- | ----------------------------------------------- | ---------- | -------------------------- | ---------------------------------------- | ---------------- | ---------------- | ---- |
|             | AP          | Lista - Acción Popular (AP)                     |            | Víctor Jáuregui Mejía      | Humanismo Nacionalismo cívico Reformismo | 40.46%           | 8                |      |
|             | APRA        | Lista - Partido Aprista Peruano (APRA)          |            | Sin información disponible | Aprismo                                  | 10.82%           | 2                |      |
|             | PADIN       | Lista - Partido de Integración Nacional (PADIN) |            | Leonor Zamora Concha       | Centrismo Socioliberalismo               | Nuevo            | Nuevo            |      |

## Resultados

### Sumario general
|                        |                                         |              |              |              |           |           |
| Partidos y coaliciones | Partidos y coaliciones                  | Voto popular | Voto popular | Voto popular | Regidores | Regidores |
| Partidos y coaliciones | Partidos y coaliciones                  | Votos        | %            | ±pp          | Total     | +/−       |
|                        | Partido de Integración Nacional (PADIN) | 5,565        | 42.61        | Nuevo        | 11        | +11       |
|                        | Partido Aprista Peruano (APRA)          | 4,244        | 32.50        | +21.68       | 5         | +3        |
|                        | Acción Popular (AP)                     | 3,250        | 24.89        | –15.57       | 3         | –5        |
|                        |                                         |              |              |              |           |           |
| Total                  | Total                                   | 13,059       |              |              | 19        | ±0        |
|                        |                                         |              |              |              |           |           |
| Votos válidos          | Votos válidos                           | 13,059       | 44.32        | –26.04       |           |           |
| Votos en blanco        | Votos en blanco                         | 4,784        | 16.24        | +6.92        |           |           |
| Votos nulos            | Votos nulos                             | 11,620       | 39.44        | +19.12       |           |           |
| Votos emitidos         | Votos emitidos                          | 29,463       | 60.44        | +1.20        |           |           |
| Abstenciones           | Abstenciones                            | 19,285       | 39.56        | –1.20        |           |           |
| Votantes registrados   | Votantes registrados                    | 48,748       |              |              |           |           |
|                        |                                         |              |              |              |           |           |
| Fuente:                |                                         |              |              |              |           |           |

## Elecciones municipales distritales

### Resultados por distrito
La siguiente tabla enumera el control de los distritos de la provincia de Huamanga. El cambio de mando de una organización política se resalta del color de ese partido.
| Distrito            | Alcalde(sa) titular        | Partido político           | Partido político           | Alcalde(sa) electo(a)                          | Partido político                               | Partido político                               |
| ------------------- | -------------------------- | -------------------------- | -------------------------- | ---------------------------------------------- | ---------------------------------------------- | ---------------------------------------------- |
| Acocro              | Leoncio Bendezú Cervantes  |                            | Acción Popular             | Elecciones anuladas                            | Elecciones anuladas                            | Elecciones anuladas                            |
| Acos Vinchos        | Jorge Pérez Arrea          |                            | Acción Popular             | Elecciones municipales complementarias de 1985 | Elecciones municipales complementarias de 1985 | Elecciones municipales complementarias de 1985 |
| Carmen Alto         | Juan Quispe Asto           |                            | Lista Independiente        | Elecciones municipales complementarias de 1985 | Elecciones municipales complementarias de 1985 | Elecciones municipales complementarias de 1985 |
| Chiara              | Modesto Barrios Sulca      |                            | Partido Popular Cristiano  | Sabino Jaime Maldonado                         |                                                | Partido Aprista Peruano                        |
| Ocros               | Sin información disponible | Sin información disponible | Sin información disponible | Elecciones municipales complementarias de 1985 | Elecciones municipales complementarias de 1985 | Elecciones municipales complementarias de 1985 |
| Quinua              | Metodio Cuadros Suárez     |                            | Acción Popular             | Elecciones municipales complementarias de 1985 | Elecciones municipales complementarias de 1985 | Elecciones municipales complementarias de 1985 |
| San José de Ticllas | Leandro Santiago Sauñe     |                            | Acción Popular             | Sin información disponible                     | Sin información disponible                     | Sin información disponible                     |
| San Juan Bautista   | Jesús Tapahuasco Pérez     |                            | Acción Popular             | Elecciones municipales complementarias de 1985 | Elecciones municipales complementarias de 1985 | Elecciones municipales complementarias de 1985 |
| Santiago de Pischa  | Teófilo Yauli Huamancayo   |                            | Acción Popular             | Elecciones municipales complementarias de 1985 | Elecciones municipales complementarias de 1985 | Elecciones municipales complementarias de 1985 |
| Socos               | Alberto Janampa Aliaga     |                            | Lista Independiente N° 37  | Elecciones municipales complementarias de 1985 | Elecciones municipales complementarias de 1985 | Elecciones municipales complementarias de 1985 |
| Tambillo            | Celestino Canchari Quispe  |                            | Acción Popular             | Elecciones anuladas                            | Elecciones anuladas                            | Elecciones anuladas                            |
| Vinchos             | Prudencio Soto Mañuico     |                            | Acción Popular             | Prudencio Soto Mañuico                         |                                                | Acción Popular                                 |